# Raw Like Sushi
Raw Like Sushi es el primer álbum en vivo publicado por la banda de rock estadounidense Mr. Big en 1990.

## Lista de canciones
1. "Blame It On My Youth" - 4:27
2. "How Can You Do What You Do" - 4:00
3. "Merciless" - 4:35
4. "Rock & Roll Over/Paul Gilbert Guitar Solo" - 7:17
5. "Take a Walk" - 4:25
6. "Addicted to That Rush" - 6:04

## Personal
- Eric Martin – voz
- Paul Gilbert – guitarra, coros
- Billy Sheehan – bajo, coros
- Pat Torpey – batería, percusión, coros